# Satō Issai
Satō Issai (佐藤 一斎), 14 novembre 1772 - 19 octobre 1859, est un maître confucéen japonais adopté par le clan samouraï d'érudits confucéens Hayashi, dont le chef a souvent été un conseiller important sous le shogunat Tokugawa. Après y être entré en 1793, il prend en  1805 la tête de l'école Shōheizaka-Gakumonjo (昌平坂学問所, à Kanda Yushima, Edo) liée à la dynastie Hayashi et créé en 1690 sous l'impulsion de Tokugawa Tsunayoshi, défenseur du néo-confucianisme.
Officiant à la fin de l'époque d'Edo à Iwamura - alors domaine d'Iwamura dans la province de Mino - dans l'école sous protection du seigneur du château d'Iwamura, mais surtout à Edo, il influence par son enseignement ou ses conseils plusieurs réformateurs et progressistes dont, entre autres, Tsugaru Yukitsugu, Sakuma Shōzan, le peintre Watanabe Kazan, Yokoi Shōnan, Nakamura Masanao.

## Postérité
Satō Issai laisse une œuvre littéraire surtout formée d'analectes, à l’instar des Analectes de Confucius, comme le Genshishiroku (ja) (言志四録).
C'est lui qui nomma le jardin Shōyō-en (逍遥園) de Nikkō.